# Плезант Гроувс (Алабама)
Плезант Гроувс (енгл. Pleasant Groves) град је у америчкој савезној држави Алабама. По попису становништва из 2010. у њему је живело 420 становника.

## Демографија
Према попису становништва из 2010. у граду је живело 420 становника, што је 27 (6,0%) становника мање него 2000. године.
| Група             | 2000.       | 2010.       |
| Белци             | 398 (89,0%) | 400 (95,2%) |
| Афроамериканци    | 0 (0,0%)    | 0 (0,0%)    |
| Азијати           | 0 (0,0%)    | 0 (0,0%)    |
| Хиспаноамериканци | 1 (0,2%)    | 2 (0,5%)    |
| Укупно            | 447         | 420         |